# Lluís Borrassà
Lluís Borrassa ou Luis, né vers 1360 sans doute à Gérone et mort vers 1426 probablement à Barcelone est un peintre  de compositions religieuses du gothique international de la couronne d'Aragon.

## Biographie
Il fut actif de 1380 à 1426. Originaire d'une famille de peintre de Gérone, il fut l'élève de son père, Honorat Borrassà. Son nom est mentionné à la cour de Jean Ier d'Aragon qui avait su grouper autour de lui les artistes de son temps.
En 1390, il installa à Barcelone un atelier important qui  dominait alors toute la production barcelonaise, jusqu'en 1420 environ. Il représentait l'école d'orient avec Ferrer Bassa et Bernat Martorell.
Il produisit de nombreux retables de style narratif, colorés, vifs et d'une profonde humanité. Celui qu'il réalisa pour l'église du couvent Saint Damien est souvent cité bien qu'il ait disparu ; ainsi que ceux de l'l'archange Gabriel de la Cathédrale de Barcelone, de la Vierge et de Saint Georges du couvent Saint François de Vilafranca del Penedès, de Sainte Claire pour le couvent des Clarisses de Vic, de Saint Pierre (1411), de l'église Santa Maria de Terrassa, du couvent des frères mineurs à Tarragone. Il réalisa également, une Mise au tombeau vers 1408, de la Prédelle du Retable du Saint-Esprit, de la Collégiale Santa Maria à Manresa.

## Musées
- Barcelone, Retable de Guardiola 1404
- Castres (Musée Goya), Flagellation
- Gérone, Retable de Saint Michel de  Cruïlles, Monells i Sant Sadurní de l'Heura- Guardiola, Christ Pantocrator
- Paris, (Musée des arts décoratifs), Scène de la vie de Jésus - Retable de Saint Jean Baptiste, polyptyque de l'atelier de l'artiste
- Vic (Musée Épiscopal): Retable de Sainte Claire, plusieurs panneaux – Saint Antoine abbé 1404.

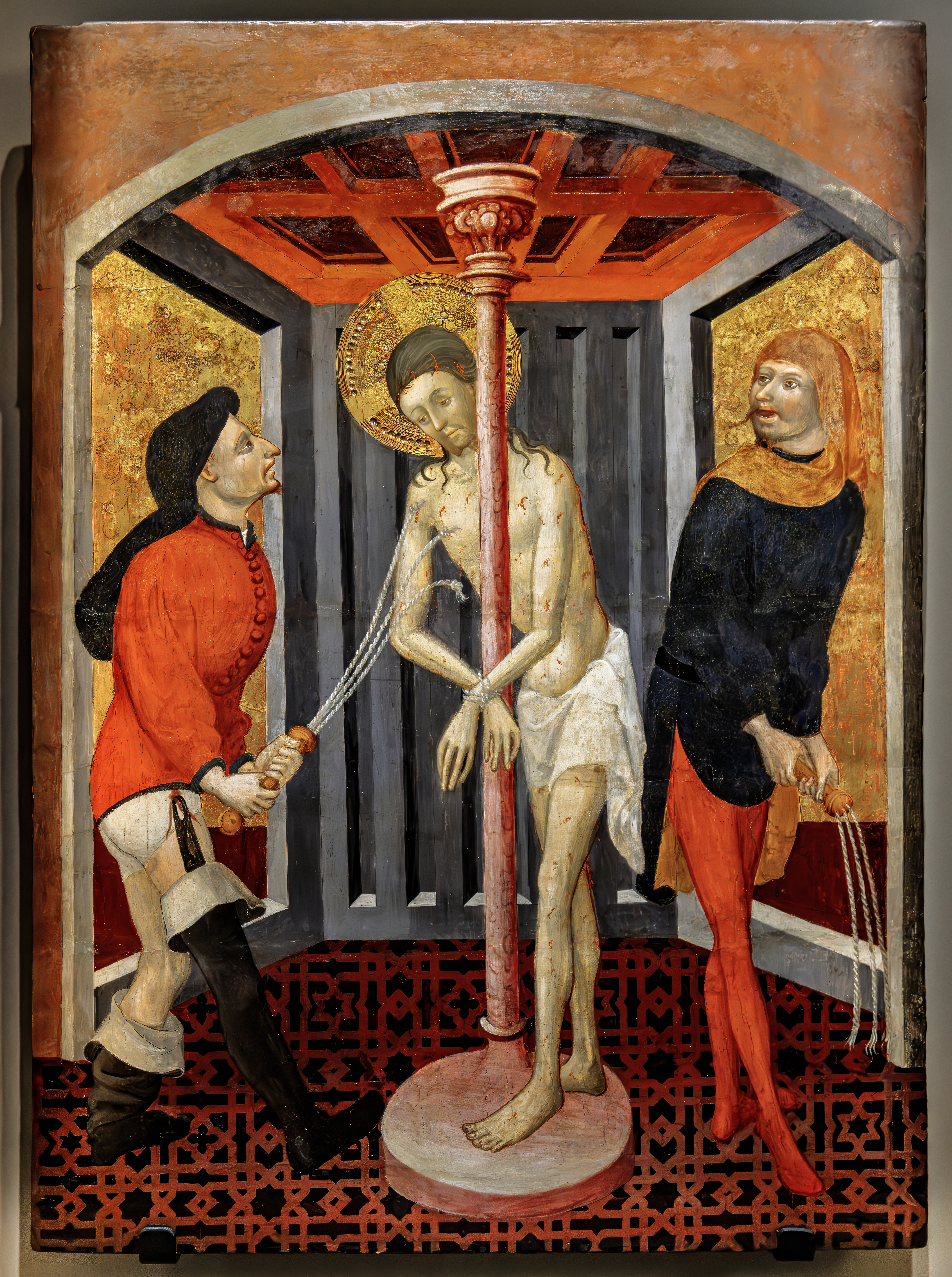
Flagellation Musée Goya